# Китаев, Март Фролович
Март Фро́лович Кита́ев (30 марта 1925 — 8 января 2020) — советский театральный художник. Заслуженный деятель искусств Латвийской ССР (1965), народный художник РСФСР (1982).

## Биография
Окончил Академию художеств Латвийской ССР. В 1950-е годы работал в Елгавском театре драмы, до 1974 года — главным художником Государственного театра юного зрителя Латвийской ССР. В 1974—1991 годах был главным художником Ленинградского театра драмы имени А. С. Пушкина, а с 1991 года — главным художником Петербургского театра юного зрителя. Автор декораций и сценограф сотен популярнейших спектаклей. Автор многих персональных выставок, преподаватель Петербургской академии театрального искусства, лауреат многих престижных профессиональных наград.
Похоронен на Литераторских мостках Волковского кладбища.

## Награды и премии
- Орден «За заслуги перед Отечеством» IV степени (19 мая 2003 года) — за большой вклад в развитие отечественного искусства[3].
- Орден Отечественной войны II степени.
- Народный художник РСФСР (1982 год).
- Заслуженный деятель искусств Латвийской ССР (1965 год).
- Благодарность Законодательного Собрания Санкт-Петербурга (4 февраля 2015 года) — за выдающиеся личные заслуги в развитии культуры и искусства в Санкт-Петербурге, многолетнюю добросовестную профессиональную деятельность, а также в связи с 90-летием со дня рождения[4].
- Благодарность Законодательного Собрания Санкт-Петербурга (20 февраля 2002 года) — за существенный вклад в развитие театрального искусства и в связи с 80-летием со дня основания[5].
- Национальная театральная премия «Золотая Маска» в номинации «За честь и достоинство» (2008 год).
- Лауреат петербургской театральной премии «Золотой софит» в номинациях «За творческое долголетие и уникальный вклад в театральную культуру» (2004 год)[6] и «Лучшая работа художника» (совместно с Михаилом Платоновым) — за сценографию спектакля «Три сестры» в постановке Семёна Спивака (2006 год)[7].